# Filippo Tramontana
Filippo Tramontana (Milano, 25 marzo 1979) è un giornalista, telecronista sportivo e opinionista italiano.
Tifoso dell’Inter, è noto per essere la voce delle partite dei nerazzurri nella trasmissione sportiva Diretta stadio in onda su 7 Gold.

## Biografia
Da bambino gioca a calcio nelle giovanili del Leone XIII per poi, negli anni, vestire le maglie degli AICS Olmi e dell'Alcione. Da adulto continua a giocare per passione, militando nell'Assago in Promozione e nella Triestina in Prima categoria. Finisce gli studi conseguendo la laurea in Scienze politiche all'Università degli Studi di Milano nel 2004 per poi intraprendere la carriera da giornalista.

## Carriera
Svolge il primo incarico nel 2003 a Telenova. Segue per la trasmissione Novastadio, le partite di Brescia e Atalanta come cronista commentatore inviato allo stadio. Nel 2005 inizia la sua carriera a 7 Gold. Nel marzo 2007 diventa la voce ufficiale delle partite dell'Inter per la trasmissione Diretta stadio. Nel 2010 Filippo Tramontana è la voce della finale di Champions League nella cornice dell’Arena di Milano davanti a un pubblico di circa 12 000 persone.
Tra le altre collaborazioni giornalistiche, Tramontana lavora con l'agenzia stampa Italpress, Radio Kiss Kiss e dal 2004 al 2007 conduce la trasmissione Rotocalcio per ‘Radiomilaninter’. Da marzo 2016 a giugno 2018 è stato direttore della comunicazione dell’Inter femminile. Collabora con Calciomercato.com con la rubrica dedicata all’Inter Pazzi come te, è editorialista di FcInternews e del sito a tinte nerazzurre ‘L'interista’. Nel 2021 pubblica il romanzo autobiografico È pazza ma è bella e l'amiamo dove racconta la storia della sua fede per la maglia nerazzurra. Dal 2024 racconta le partite dell’Inter sulla rete Top Calcio 24-7 Gold. 

## Opere
- È pazza ma è bella e l’amiamo, 99 Edizioni, 2021, ISBN 1802682392
- L’amore ai tempi di Mourinho di Riccardo Lorenzetti, Urbone Publishing (prefazione)